# Journal of Chemical Research
Journal of Chemical Research (nach ISO 4-Standard in Literaturzitaten mit J. Chem. Res. abgekürzt) ist eine wissenschaftliche Zeitschrift mit Peer Review, die seit 1977 veröffentlicht wird. Ziel dieser monatlichen Zeitschrift ist es, Forschungsartikel aus allen Bereichen der Chemie zu präsentieren.

## Inhalt
Das Journal of Chemical Research behandelt Themen im Zusammenhang mit neuen Synthesemethoden, neuen heterocyclischen Verbindungen, neuen Naturstoffen und der anorganische Chemie von Metallkomplexen. Der aktuelle Herausgeber ist  Jim Thomas (Manchester, UK).

## Hinweis
Diese Fachzeitschrift sollte nicht mit dem Journal of Chemical Research, Synopses der Royal Society of Chemistry, abgekürzt: J. Chem. Res. Synopses oder J. Chem. Res. (S), verwechselt werden.